# Jeremy Stacey
Jeremy Stacey (Londra, 27 settembre 1963) è un batterista e tastierista britannico.

## Carriera
Negli anni novanta ha fatto parte dei Lemon Trees con il fratello gemello Paul Stacey (produttore di tre album degli Oasis) alla chitarra, e ha lavorato con Guy Chambers e i Denzil. Ha lavorato poi con Sheryl Crow, Robbie Williams, Will Young, Neil Diamond, Thomas Anders, Charlotte Gainsbourg, Roger Daltrey, Gary Barlow, Nerina Pallot, James Morrison, Mary Chapin Carpenter, Duncan James, Eric Clapton, Joe Cocker, Beverley Knight, Matia Bazar, Andrea Bocelli, Black, Patricia Kaas, Ryan Adams.
Dal 2011 al 2016 ha fatto parte dei Noel Gallagher's High Flying Birds.
Dal 2016 fa parte dei King Crimson.